# シュタインヴィーゼン
シュタインヴィーゼン (ドイツ語: Steinwiesen) はドイツ バイエルン州 オーバーフランケン行政管区のクローナハ郡に属する市場町。

## 地理

### 位置
シュタインバッハは、フランケンヴァルト自然公園内、ローダッハ川の渓谷に位置する。

### 自治体の構成
この町は、公式には21の地区 (Ort) からなる。このうち孤立農場などを除く集落を以下に列記する。
- ベルクレスドルフ
- ビルンバウム
- ノイファング
- ヌルン
- シュレーゲルスハイト
- シュタインヴィーゼン

## 歴史
この町は1323年に初めて史料に現れる。「マルクト（市場町）」の肩書きは、1939年8月11日に獲得した。

## 行政

### 町議会
町議会は、町長を含め17議席である。

### 紋章
紋章の図柄：左側はさらに緑と白で上下に分割される。上部は銀色の岩塊、下部は赤い波形の斜め分割線。右側は斜めに横切る銀色の分割線を持つ金地に赤い爪を持つ黒い獅子が描かれている。

## 建造物
技術的な見地から、および近郊の保養地として、この町にあるケーデル・ダムは興味深い建造物である。

## 人物

### 出身者
- ヨーゼフ・ミュラー（Josef Müller、1898年3月27日 – 1979年9月12日ミュンヘン）：バイエルン人民党選出のヴァイマル共和国議会議員。1945年以降はキリスト教社会同盟の党首を務めた。

## 引用
1. ↑  https://www.statistikdaten.bayern.de/genesis/online?operation=result&code=12411-003r&leerzeilen=false&language=de Genesis-Online-Datenbank des Bayerischen Landesamtes für Statistik Tabelle 12411-003r Fortschreibung des Bevölkerungsstandes: Gemeinden, Stichtag (Einwohnerzahlen auf Grundlage des Zensus 2011)
2. ↑  Bayerische Landesbibliothek Online